# Konstantin Jersjov
Konstantin Jersjov (russisk: Константи́н Влади́мирович Ершо́в) (født 11. juli 1935 i Tjeljabinsk i Sovjetunionen, død 28. december 1984 i Kyiv i Sovjetunionen) var en sovjetisk filminstruktør, skuespiller og manuskriptforfatter.

## Filmografi
- Vij (Вий, 1967)[2][3]
- Stepanova pamjatka (Степанова памятка, 1977)